# Leeus
Els leeus (en grec antic: Λαιαῖοι, llatí: Laeaei) foren una tribu dels peonis de Macedònia, que al segle iv aC vivien al costat dels agrians, una altra tribu peònia al llarg del curs del riu Estrímon, a la vora occidental de Tràcia. No es van incorporar a les altres tribus peònies ni al Regne dels odrisis, i vivien com un regne independent fora de les fronteres d'aquests països. Segons Tucídides, els leeus, els agrians i altres tribus tràcies es van unir al rei odrisi Sitalces en la seva campanya contra Perdicas II de Macedònia. No se sap segur si va ser Filip II de Macedònia o Alexandre el Gran qui els va sotmetre, però Flavi Arrià diu que eren tributaris de Macedònia.